# Iván Vicente
Iván Vicente García (Soto del Real, 10 de junio de 1979) es un torero español, inscrito en el Registro de Profesionales Taurinos del Ministerio de Cultura con el número 2750 como matador de toros

## Biografía
Debutó en público  en Colmenar Viejo (Madrid ) el 24 de junio de 1996  junto a Edgar Peña, Jaime Castellanos y Pedro Lázaro. Novillos de la ganadería de las Herederas de Benita Sanz. Debutó en novillada con picados en Colmenar Viejo el 2 de septiembre de 1998  junto a Jesús Millán y Pedro Lázaro, com novillos de la ganadería de Pablo Mayoral. Se presentó en Las Ventas el 14 de julio de 2000 junto a José Luis Osuna y Leandro Marcos. Novillos de la ganadería de La Guadamilla.
Su acceso al escalafón mayor, como matador de toros, tuvo lugar el 23 de junio de 2001 en la plaza de toros de Soria. La alternativa vino de manos del diestro mexicano Miguel Espinosa Armillita, quien participó como padrino, y del español David Luguillano, como testigo. Para esta cita se lidiaron reses de la ganadería de Carmen Segovia. 
Un año más tarde, el 21 de abril de 2002, tenía lugar la confirmación de la alternativa en Plaza de toros de Las Ventas. Un encierro del Conde de la Maza con la presencia de Carlos Collado El Niño de la Taurina y Fernando Robleño conformó el cartel, saldándose la actuación artística de Vicente con un ovación tras aviso tras la lidia de Limpiadentero.